# Una madre dovrebbe essere amata
Una madre dovrebbe essere amata (母を恋はずや?, Haha o Kowazuya) è un film del 1934 diretto da Yasujirō Ozu.
Le bobine contenenti l'inizio e la fine del film, prodotto dalla Shochiku, sono andare perdute. Originariamente Ozu avrebbe voluto chiamare il film Tokyo Twilight, ma i dirigenti dello studio preferirono un titolo che facesse riferimento alla maternità, un tema popolare nel cinema giapponese, all'epoca..
Il film racconta il difficile rapporto fra una madre ed i suoi due figli dopo la morte del padre. Ozu una volta raccontò che si ricordava della realizzazione di questo film "non perché fosse in qualche modo bello, ma perché mio padre morì mentre lo stavo realizzando".